# Habrocestum inquinatum
Habrocestum inquinatum là một loài nhện trong họ Salticidae.
Loài này thuộc chi Habrocestum. Habrocestum inquinatum được Wanda Wesołowska & Antonius van Harten miêu tả năm 2002.